# Haamse
Haamse (Duits: Hanpus) is een plaats in de Estlandse gemeente Saaremaa, provincie Saaremaa. De plaats heeft de status van dorp (Estisch: küla).
Tot in december 2014 behoorde Haamse tot de gemeente Kaarma, tot in oktober 2017 tot de gemeente Lääne-Saare en sindsdien tot de fusiegemeente Saaremaa.

## Bevolking
Het dorp had op 31 december 2011 nog 7 inwoners, maar geen inwoners meer op 31 december 2021.

## Geschiedenis
Haamse werd voor het eerst genoemd in 1645 onder de naam Hambek, een nederzetting op het landgoed van Elme (Duits: Magnushof). Tussen 1731 en 1738 werd een landgoed Haamse afgesplitst van Elme. Het landgoed werd al in de tsarentijd opgedeeld onder de boeren die erop werkten, vóór 1919, toen het onafhankelijk geworden Estland dat op grote schaal ging doen.